# モロタイ島海軍見張所
モロタイ島海軍見張所（モロタイとうかいぐんみはりしょ）は、第2次世界大戦（太平洋戦争）中に現インドネシアのモロタイ島にあった海軍の見張所で、3か所の見張所が置かれ、ハルマヘラ地域の海軍防衛のための情報を送る任務を有していた。各見張所は、第26特別根拠地司令部に直属し、お互いの間に指揮系統がなく、モロタイ島の戦いでアメリカ軍上陸後、終戦まで各見張所間の連絡は取れなかった。

## ゴランゴ特設見張所
モロタイ島東北端ゴランゴ岬に設置された見張所で電探（レーダー）2基を有していた。松尾寛少尉以下30名で編成されていたが、他にインドネシア人兵士5名と見張所建設に従事していた軍属5名が滞在していた。

## ソピー見張所
山下兵曹を長として数名からなる肉眼見張所でソピー岬の海岸に位置していた、アメリカ軍上陸後は陸軍部隊と行動を共にした。のちにハルマヘラ本島へ脱出しようとしたがアメリカ軍に発見され失敗した。終戦後、生還した。

## ポンポン見張所
ソピー見張所と同じく下士官を長とした数名からなる肉眼見張所でモロタイ島東南海岸に位置していた。アメリカ軍の攻撃により全滅したと思われる。